# Coupe Banque Nationale 2018
Coupe Banque Nationale 2018 - тенісний турнір, що проходив на закритих кортах з килимовим покриттям у Квебеку (Канада). Це був 26-й за ліком Tournoi de Québec і належав до серії International в рамках Туру WTA 2018. Турнір проходив у спорткомплексі PEPS Університету Лаваля з 10 по 16 вересня 2018 року.

## Очки і призові

### Нарахування очок
| Дисципліна       | П   | Ф   | ПФ  | ЧФ | 1/8 | 1/16 | Q   | Q2  | Q1  |
| Одиночний розряд | 280 | 180 | 110 | 60 | 30  | 1    | 18  | 12  | 1   |
| Парний розряд    | 280 | 180 | 110 | 60 | 1   | Н/Д  | Н/Д | Н/Д | Н/Д |

### Призові гроші
| Дисципліна       | П       | Ф       | ПФ      | ЧФ     | 1/8    | 1/16   | Q2     | Q1   |
| Одиночний розряд | $43,000 | $21,400 | $11,500 | $6,175 | $3,400 | $2,100 | $1,020 | $600 |
| Парний розряд    | $12,300 | $6,400  | $3,435  | $1,820 | $960   | Н/Д    | Н/Д    | Н/Д  |

↑ 
↑ 

## Учасниці основної сітки в одиночному розряді

### Сіяні учасниці
| Країна      | Гравчиня         | Рейтинг1 | Посіяний |
| ----------- | ---------------- | -------- | -------- |
| Білорусь    | Арина Соболенко  | 20       | 1        |
| Хорватія    | Петра Мартич     | 47       | 2        |
| Пуерто-Рико | Моніка Пуїг      | 55       | 3        |
| Румунія     | Моніка Нікулеску | 62       | 4        |
| США         | Софія Кенін      | 65       | 5        |
| Чехія       | Луціє Шафарова   | 69       | 6        |
| Німеччина   | Татьяна Марія    | 70       | 7        |
| Франція     | Полін Пармантьє  | 71       | 8        |

- 1 Рейтинг подано станом на 27 серпня 2018

### Інші учасниці
Нижче наведено учасниць, які отримали вайлдкард на участь в основній сітці:
- Франсуаз Абанда
- Лейла Енні Фернандес
- Ребекка Маріно

Учасниця, що потрапила в основну сітку завдяки захищеному рейтингові:
- Ольга Говорцова

Нижче наведено гравчинь, які пробились в основну сітку через стадію кваліфікації:
- Марія Бузкова
- Габріела Дабровскі
- Вікторія Дувал
- Сесил Каратанчева
- Тереза Мартінцова
- Джессіка Пегула

### Відмовились від участі
До початку турніру
- Анна Блінкова → її замінила  Вероніка Кудерметова
- Деніелл Коллінз → її замінила  Наомі Броді
- Ольга Данилович → її замінила  Унс Джабір
- Віталія Дяченко → її замінила  Медісон Бренгл
- Маргарита Гаспарян → її замінила  Беатріс Аддад Майя
- Анастасія Павлюченкова → її замінила  Гезер Вотсон
- Пен Шуай → її замінила  Мона Бартель
- Сачія Вікері → її замінила  Георгіна Гарсія Перес

## Учасниці основної сітки в парному розряді

### Сіяні пари
| Країна   | Гравчиня                     | Країна    | Гравчиня             | Рейтинг1 | Посіяний |
| -------- | ---------------------------- | --------- | -------------------- | -------- | -------- |
| США      | Кейтлін Крістіан             | США       | Сабріна Сантамарія   | 108      | 1        |
| Хорватія | Дарія Юрак                   | Швейцарія | Ксенія Нолл          | 137      | 2        |
| США      | Дезіре Кравчик               | Мексика   | Джуліана Ольмос      | 151      | 3        |
| Росія    | Дзаламідзе Натела Георгіївна | Росія     | Вероніка Кудерметова | 183      | 4        |

- 1 Рейтинг подано станом на 20 серпня 2018

### Інші учасниці
Нижче наведено пари, які отримали вайлдкард на участь в основній сітці:
- Лейла Енні Фернандес  /  Шерон Фічмен
- Карсон Бренстін  /  Ребекка Маріно

## Переможниці та фіналістки

### Одиночний розряд
- Полін Пармантьє —  Джессіка Пегула 7–5, 6–2

### Парний розряд
- Ейжа Мугаммад /  Марія Санчес —  Дарія Юрак /  Ксенія Нолл 6–4, 6–3